# Tarascon-sur-Ariège
Tarascon-sur-Ariège (en occitano: Tarascon d'Arièja)  es una localidad y comuna francesa situada en la región de Occitania, departamento francés del Ariège, en el distrito de Foix. Se encuentra ubicada en los Pirineos franceses,  en la orilla del río Ariège. 
A sus habitantes se les denomina por el gentilicio en francés Tarasconnais.
Cerca de la localidad se encuentra el Parque pirenáico del arte prehistórico, un parque-museo dedicado a la prehistoria.

## Demografía
| 3 759 | 3 952 | 4 197 | 3 916 | 3 533 | 3 446 |
| Para los censos de 1962 a 1999 la población legal corresponde a la población sin duplicidades (Fuente: INSEE [Consultar]) |       |       |       |       |       |

## Personalidades
- Antonin Gadal (1877-1962), místico e historiador

## Ciudades hermanadas
- Berga